# Jacmaia
Jacmaia là một chi thực vật có hoa trong họ Cúc (Asteraceae).

## Loài
Chi Jacmaia gồm các loài: